# エンドトキシンショック
エンドトキシンショック（または、内毒素ショック、英語：endotoxic shock）とは、体内に侵入したグラム陰性菌の死滅や破壊に伴い、グラム陰性菌の外膜に存在しているエンドトキシン（内毒素）という物質により、生体の免疫反応が亢進した際に生じる連続的あるいは同時多発的に重要臓器が機能不全に陥る病態をさす。

## 解説
グラム陰性菌の死滅や破壊によりエンドトキシンが体内に放出されると、単球やマクロファージがCD14およびTLR (Toll-like receptor) -4を認識し、シグナル伝達経路MyD88を経てNF-κBが活性化される。その結果サイトカインが働き炎症性メディエーターが放出される事によって血圧低下、播種性血管内凝固症候群、血管透過性亢進（発赤と浮腫による腫脹）、好中球や血液凝固因子の活性化、多臓器不全(MOF)などの重篤なショック症状が生じる。
アンチトロンビン(Antithrombin III)値とプラスミノーゲン(Plasminogen)値の異常低下を経て、播種性血管内凝固症候群や臓器不全に進展する。最初に不全状態となりやすい臓器は肺と報告されている。

## 臨床
臨床的には心拍数や血圧が正常で大血管の血流には変化が無くても、微小血管（毛細血管を含む）への血流は減少することで、白血球および血小板が血管内皮に接着し血液凝固システムが活性化されるため血管の閉塞を生じる事となる。また、炎症性メディエーターにより微小血管の透過性が高まり体液、血漿タンパクが周囲の間質腔へ滲出する。消化管では腸内細菌が消化管腔から血管内に移動することによって敗血症や転移性感染症の原因となり得る。

## 治療
エンドトキシン吸着療法やノルアドレナリンとバソプレシンの併用が行われる。